# Пашеку ди Аморин, Фернанду
Фернанду Баиолу Пашеку ди Аморин (порт. Fernando Bayolo Pacheco de Amorim; 6 июля 1920, Коимбра — 4 мая 1999, Порту) — португальский учёный и крайне правый политик. Профессор Коимбрского университета, антрополог и этнограф. Выступал против Нового государства с позиций правого радикализма и лузитанского интегрализма. Участвовал в вооружённом выступлении против Антониу Салазара, резко критиковал Марселу Каэтану. Был противником Апрельской революции 1974 года, состоял в руководстве антикоммунистической подпольной организации МДЛП. Известен также как публицист.

## Учёный и активист
Родился в семье профессора математики и видного католического политика Диогу Пашеку ди Аморина. Получил историческое и философское образование в Коимбрском университете. Занимался антропологическими и этнографическими исследованиями, был профессором Коимбрского университета до 1975 года.
Фернанду Пашеку ди Аморин являлся убеждённым активным приверженцем португальского национализма и лузитанского интегрализма. Он негативно относился к Новому государству Антониу Салазара, считая его консервативным выхолащиванием националистических идей. Позиционировался как сторонник интегралистской монархии (позиция, сходная с национал-синдикалистским движением Ролана Прету).

## «Новое государство»: оппозиционер справа
10 октября 1946 года Фернанду Пашеку ди Аморин участвовал в мятеже Revolta da Melhada — Восстание Меальяды под руководством Жозе Мендиша Кабесадаша. Был приговорён к двум годам тюрьмы. После освобождения продолжал выступать против «Нового государства» с ультраправых позиций, в духе своеобразного «политического романтизма». Состоял в оппозиционной группе Народная монархическая лига.
Особое внимание Пашеку ди Аморин уделял пропаганде лузотропикализма, интеграции португальских колоний. Эти позиции он проводил в своих научных работах по антропологии и этнографии «заморских территорий» в Африке (прежде всего Анголы). В первой половине 1970-х Пашеку ди Аморин считался идейным лидером праворадикальных интеллектуалов, сгруппированных в Коимбрском университете и организованных в академический хор, театральную студию и прежде всего общество Cooperativa Livreira Cidadela. Эти группы изучали и распространяли материалы идеологов перонизма и раннего фашизма — прежде всего Джованни Джентиле, Робера Бразийака, Рамиро Ледесмы Рамоса, Хосе Антонио Примо де Риверы. В то же время изучались и такие левые авторы, как Франц Фанон и Ота Шик, тексты Мао Цзэдуна и Фиделя Кастро, программы анархо-синдикалистов и арабских националистов.
Особенно жёсткой оппозиция Пашеку ди Аморина стала после того, как Антониу Салазара сменил на посту премьер-министра Марселу Каэтану. Он резко критиковал Каэтану за планы либерализации и особенно автономизации колоний. Серьёзный политический резонанс вызвала его работа Na Hora da Verdade — В час истины (1971). Отклики на это издание появлялись и за пределами Португалии, в частности, в Der Spiegel:

В своей книге правоэкстремистский профессор из Коимбры называет «предательской» политику профессора из правительственного дворца Лиссабона; 64-летний премьер-министр Марселу Каэтану якобы готовит заговор, который должен привести к самоуничтожению Португальской империи.

## После революции: антимарксистское сопротивление
Ультраправый антикоммунист и антимарксист Пашеку ди Аморин враждебно принял Революцию гвоздик 25 апреля 1974 года. Он участвовал в организационных собраниях правокатолического Португальского народного движения. 6 мая 1974 активно участвовал в создании Португальского федералистского движения (МФП) — крайне правой политической организации, идеологически приверженной революционному национализму, политически ориентированной на генерала Спинолу. Был избран генеральным секретарём МФП. Выступал против деколонизации, считался идейным вдохновителем боевой организации белых поселенцев Ангольский фронт сопротивления. После того, как Спинола высказался за предоставление независимости колониям, МФП изменило название на Партию прогресса. 
При этом Пашеку ди Аморин признавал демократические принципы, поскольку считал, что только в условиях демократии националисты могут отстаивать свои позиции.
Пашеку ди Аморин принял участие в сентябрьском выступлении «молчаливого большинства» против компартии (ПКП) и леворадикального крыла Движения вооружённых сил. После этого организация МФП было запрещено, Пашеку ди Аморин скрылся от ареста в Испании.
В мае 1975 года он вошёл в руководство Демократического движения за освобождение Португалии (МДЛП), развернувшего силовую борьбу против ПКП, марксистских сил, правительства Вашку Гонсалвиша и Революционного совета. Пашеку ди Аморин был одним из руководителей политического центра организации. При этом официальная программа МДЛП выдерживалась в духе консервативной демократии и не включала ультраправых интегралистских установок.

## Публицистические размышления
Решающее столкновение 25 ноября 1975 закончилось победой правых сил. После этого Фернанду Пашеку ди Аморин вернулся в Португалию. Оставив Коимбрский университет, перешёл в Университет Порту Инфанта дона Энрике. Занимал пост генерального секретаря университета. Продолжал заниматься политической публицистикой.
Несмотря на поражение коммунистов и леворадикалов, Пашеку ди Аморин пессимистически оценивал политическую ситуацию. Он считал, что националисты и интегралисты утратили исторический шанс, Португалия теряет суверенитет, превращаясь в одно из государств западного либерализма. Своё видение историко-политического процесса изложил в книге 25 de Abril — Episódio do Projecto Global — 25 апреля — эпизод глобального проекта (1996).
В книге Portugal Traído — Португалия предана (1975) Пашеку ди Аморин он называл международное право «мифом, который великие державы используют в своих интересах, придавая видимость законности своему вооружённому насилию». В качестве примера он приводил индийскую аннексию Гоа. Это событие он считал началом цепи, приведшей к революции — в результате которой, по его мнению, Португалия оказалась подчинена иностранным интересам (если не СССР, то Запада).
Скончался Фернанду Пашеку ди Аморин в возрасте 78 лет.

## Семья и память
Фернанду Пашеку ди Аморин был женат, имел двух сыновей и двух дочерей.
В современной Португалии Пашеку ди Аморин рассматривается прежде всего как публицист правонационалистических взглядов, автор многочисленных работ по политической истории.